# Refik Memišević
Refik Memišević (14. května 1956 Bačko Novo Selo, Jugoslávie - 4. ledna 2004 Subotica, Srbsko) byl srbský zápasník, který dvakrát reprezentoval na olympijských hrách Jugoslávii. V roce 1984 vybojoval na hrách v Los Angeles stříbrnou medaili v zápase řecko-římském ve váhové kategorii nad 100 kg. O čtyři roky dříve skončil na hrách v Moskvě ve váhové kategorii do 100 kg na 4. místě.
Byl dlouholetým členem klubu RK Spartak Subotica, po skončení aktivní kariéry působil jako mezinárodní rozhodčí. V Subotici se každoročně na jeho počest pořádá mezinárodní turnaj kadetů.